# سكوت ماكفي
سكوت ماكفي (بالإنجليزية: Scott McPhee)‏ هو دراج أسترالي، ولد في 2 يناير 1992 في أديلايد في أستراليا.